# Mood Indigo (miniserie televisiva)
Mood Indigo (インディゴの気分?) è una miniserie giapponese a tematica omosessuale andata in onda, per la prima volta, dall'28 febbraio al 4 aprile 2019 per un totale di 6 episodi. L'opera, tratta dall'omonimo manga, è lo spin off della miniserie Pornographer.

## Trama
Tempo dopo gli eventi di Pornographer Rio Kijima e Shirou Kido si rincontrano in un bar per bere e, una volta di ritorno verso le loro case su un taxi, Shirou incomincia a ricordare il loro passato:
Durante un funerale di un loro vecchio insegnante dei tempi della scuola Shirou, editore di novel erotiche, e Rio , scrittore, si rincontrano dopo tanti anni (sebbene il loro rapporto sembra essere inesistente). Vedendo Rio tornare a casa a piedi Shirou, automunito, gli dà un passaggio in auto. I due, con il passare del tempo, parlano delle loro vite fin quando Shirou rivela a Rio di essere stato sbattuto fuori casa mentre Rio fa intendere di non star navigando in una buona situazione economica; Rio inviterà Shirou a vivere da lui e quest'ultimo proporrà a Rio di scrivere delle novel erotiche (con un certo disappunto da parte sua).
Dopo qualche tempo la ditta nella quale lavora Shirou gli assegna il compito di ottenere l'ultimo manoscritto erotico di un grandissimo anziano scrittore ormai malato terminale, Gamôda Ikuo, con la promessa, qualora ce la facesse, di una promozione. L'anziano si dimostra non interessato a cedere l'opera alla ditta di Shirou fin quando quest'ultimo gli propone Rio come studente. L'anziano accetta (pensando che Rio sia una donna) ma una volta scoperta la verità sembra non volerne più sapere fin quando non propone, qualora volessero perseguire i loro scopi, a Rio di praticare sesso orale con Shirou. Con una certa reticenza i due eseguono il compito e ciò darà inizio alla loro relazione (fortemente basata sull'erotismo).
Passa del tempo e Shirou ottiene la tanto agognata promozione e, grazie a questo, si rimette con la sua ex fidanzata fin quando Rio non viene a scoprire la cosa troncando i loro rapporti. Nel frattempo Rio e Gamôda instaurano un rapporto quasi familiare fin quando quest'ultimo non subisce un forte peggioramento delle sue condizioni di salute. Grazie a questo evento Rio e Shirou, che nel frattempo ha lasciato la sua fidanzata e ha rinunciato alla sua promozione, si riavvicinano.
Dopo la morte di Gamôda, precisamente al suo funerale, Rio e Shirou sembrano rinnamorarsi l'uno dell'altro e la loro relazione pare ricominciare; ma con il tempo i rapporti tra loro due si deteriorano portando al loro allontanamento reciproco.
Tornando al presente (dopo gli eventi di Pornographer) scopriamo che Shirou ha scelto di sposare una donna dalla quale ha avuto una figlia. Una volta raggiunta la destinazione indicata da Rio lui scende dal taxi per incontrare Haruhiko, il suo amato fidanzato, mentre Shirou riflette su quanto fosse forte il sentimento provato per Rio al quale ha rinunciato e che, di tanto in tanto, riappare in lui.

## Personaggi
- Rio Kijima, interpretato da Terunosuke Takezai
Scrittore in crisi creativa che per guadagnare ciò che gli serve per vivere incomincia a scrivere novel erotiche. Ha una personalità molto schiva che nasconde un forte desiderio erotico.
- Shirou Kido, interpretata da Yoshida Munehiro
Editore presso una compagnia di novel erotiche nota di Rio (nel corso della storia incomincerà una relazione con quest'ultimo). Dimostra di essere estremamente succube della volontà altrui.
- Gamôda Ikuo, interpretata da Gorô Ôishi
Anziano scrittore malato terminale che, durante la storia, diventerà il maestro di Rio Kijima. In lui Rio rivedrà suo padre.
- Haruhiko Kuzumi, interpretato da Kenta Izuka
Fidanzato di Rio Kijima.

## Episodi
| Episodio | Titolo in italiano                                    | Messa in onda    |
| -------- | ----------------------------------------------------- | ---------------- |
| 1        | Il fato Indaco                                        | 28 febbraio 2019 |
| 2        | Pregando il tempo perduto                             | 7 marzo 2019     |
| 3        | Il risveglio sorpassa la razionalità                  | 15 marzo 2019    |
| 4        | Amore e Amore                                         | 21 marzo 2019    |
| 5        | La reazione a catena del tradimento e della tristezza | 28 marzo 2019    |
| 6        | Finale: L'altra parte che esiste                      | 4 aprile 2019    |